# Thomas Holcroft
Thomas Holcroft (10 dicembre 1745 – 23 marzo 1809) è stato un drammaturgo e scrittore inglese.

## Giovinezza
Nacque a Orange Court, Leicester Fields, Londra. Suo padre aveva una bottega di calzolaio e teneva cavalli da sella a noleggio; ma essendo caduto in difficoltà, era ridotto alla condizione di venditore ambulante. Il figlio accompagnò i genitori nei loro viaggi, e ottenne lavoro come garzone di scuderia presso Newmarket, dove passava le sue serate principalmente in letture eterogenee e nello studio di musica. Gradualmente ottenne una conoscenza di francese, tedesco e italiano.
Quando il suo lavoro da garzone di scuderia finì, ritornò ad assistere suo padre, che aveva ripreso il suo mestiere di calzolaio a Londra; ma dopo aver sposato sua cugina, la sorellastra del maggiore Charles Marsack di Caversham Park, nel 1765, divenne insegnante in una piccola scuola di Liverpool. Fallì un tentativo di fondare una scuola privata, e diventò suggeritore in un teatro di Dublino. Recitò in varie compagnie girovaghe fino al 1778, quando mise in scena The Crisis; or, Love and Famine (La Crisi; o Amore e Carestia), a Drury Lane. Duplicity (Doppiezza) seguì nel 1781.

## Carriera letteraria e politica
Due anni più tardi Holcroft andò a Parigi come corrispondente del Morning Herald. Qui assistette alle rappresentazioni del Mariage de Figaro (Nozze di Figaro) di Beaumarchais finché non ebbe memorizzato il tutto. La traduzione che ne fece, con il titolo The Follies of the Day (Le follie del giorno), fu messa in scena a Drury Lane nel 1784. The Road to Ruin (La strada verso la rovina), il suo lavoro di maggior successo, fu rappresentato nel 1792. Una ripresa nel 1873 rimase in cartellone per 118 serate.
I suoi romanzi comprendono Alwyn (1780), un racconto, largamente autobiografico, di un attore girovago, Anna St. Ives (il primo romanzo giacobino, pubblicato nel 1792), e The Adventures of Hugh Trevor (Le avventure di Hugh Trevor, 1794-1797). Fu anche autore di Travels from Hamburg through Westphalia, Holland and the Netherlands to Paris (Viaggi da Amburgo attraverso la Westphalia, l'Olanda e i Paesi Bassi a Parigi), di alcuni volumi di versi e di traduzioni dal francese e dal tedesco. Una di queste fu Letters Between Frederic II and M. De Voltaire (Lettere tra Federico II e M. de Voltaire, 1789).
Simpatizzante degli ideali iniziali della Rivoluzione francese, Holcroft partecipò alla pubblicazione della prima parte de I Diritti dell'uomo di Thomas Paine nel 1791. Aderì alla Society for Constitutional Information ("Società per l'Informazione Costituzionale", SCI) nel 1792 e fu nominato membro di un comitato di coordinamento per lavorare con la London Corresponding Society ("Società Corrispondente di Londra", LCS) all'inizio del 1794. In conseguenza del suo attivismo, nell'autunno del 1794 Holcroft fu accusato di alto tradimento e rinchiuso nella prigione di Newgate, mentre si celebravano tre altri processi per tradimento. All'inizio di dicembre 1794, Holcroft fu scarcerato senza processo dopo che quei procedimenti, contro il segretario della LCS Thomas Hardy e dell'esponente della SCI John Horne Tooke, si conclusero con assoluzioni.
Essendo uno di quelli che il segretario della guerra William Windham chiamava "criminali assolti", la reputazione di Holcroft dopo l'arresto ne risentì profondamente e i suoi drammi ottennero scarso successo dopo il 1795, sebbene egli sia stato determinante nel portarte il melodramma in Gran Bretagna alla fine del decennio con i suoi Deaf and Dumb (Sordo e muto, 1801) e A Tale of Mystery (Un racconto del mistero, 1802), una traduzione non riconosciuta di Cœlina, ou, l'enfant du mystère (Cœlina, o, la bambina del mistero) di de Pixerécourt. Malgrado un modesto successo con A Tale of Mystery, il resto del decennio fu segnato da tentativi infruttuosi di ritornare alla ribalta. Morì nel 1809, poco dopo essersi riconciliato in punto di morte con William Godwin, il suo più caro amico degli anni 1790 (ma da cui si era recentemente estraniato). Le sue Memoirs written by Himself and continued down to the Time of his Death, from his Diary, Notes and other Papers (Memorie scritte da lui stesso e continuate fino al tempo della sua morte, tratte dal suo diario, dai suoi appunti e da altri scritti), di William Hazlitt, apparvero nel 1816 e furono ristampate, in forma leggermente condensata, nel 1852. Sua figlia Fanny Holcroft (1780-1844) fu l'autrice della famosa poesia antischiavista romantica The Negro (Il negro, 1797).